# Марківка (Роздільнянський район)
Маркі́вка (у минулому — Вікторштадт, Андреуцово, Наксі-Маркове (до 01.02.1945), Марко-Гаюсова, Нове Марково, Клейн-Нейдорф) — село в Україні, у Степанівській сільській громаді Роздільнянського району Одеської області. Населення становить 305 осіб.

## Історія

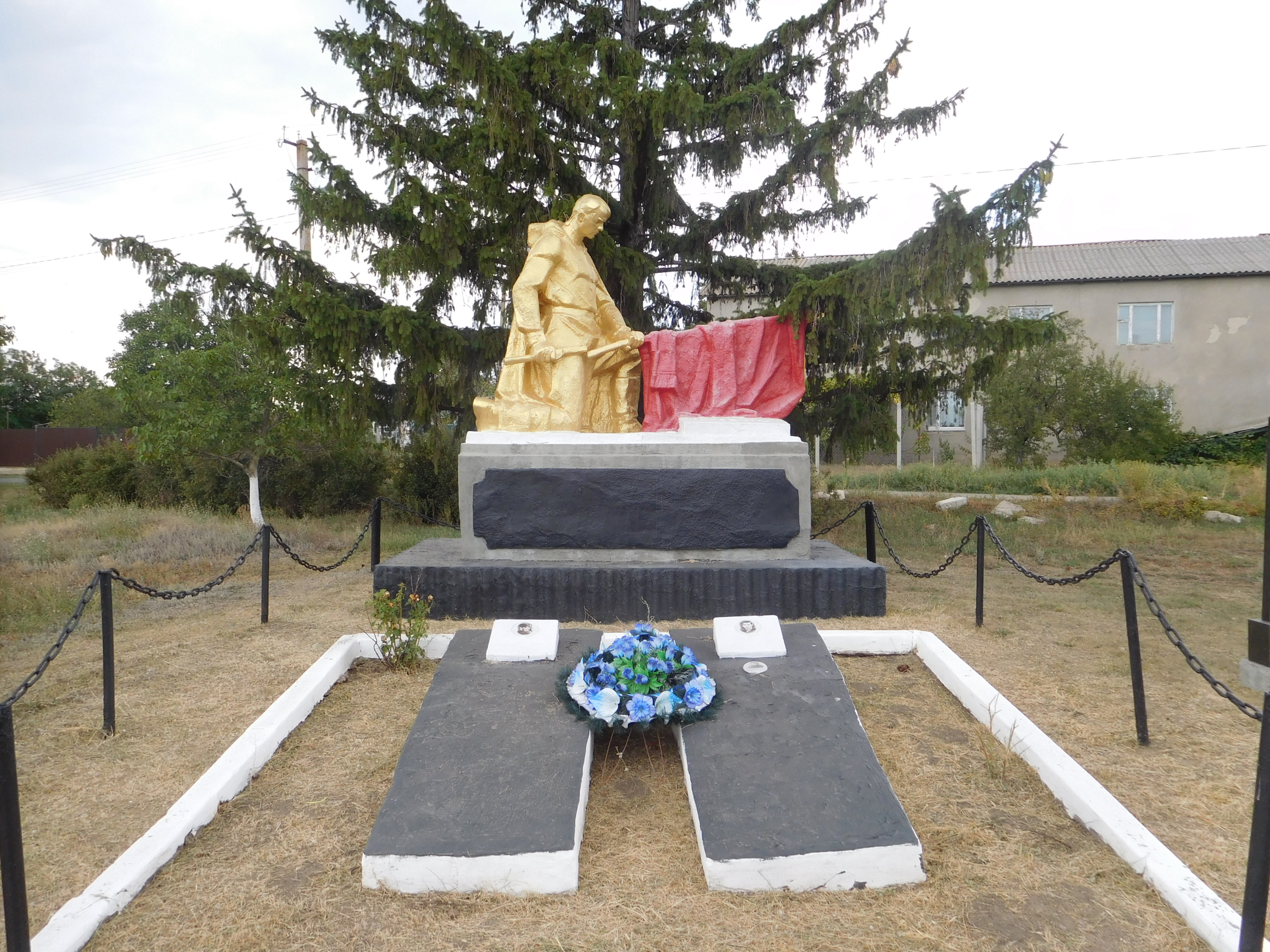
Військовий меморіал у центрі села

В 1887 році у селищі Наксія (Марко Гаюсова) Ново-Петрівської волості Тираспольського повіту Херсонської губернії мешкало 26 чоловіків та 31 жінка.
Станом на 20 серпня 1892 року при селі Наксія (Клейн-Нейдорф) 1-го стану були польові (1195 десятин, 882 сажні), садові та городні (4 десятини, 1518 сажнів) землеволодіння Ебергарда Шмирера і Міхаеля Майера з товаришами.
У 1896 році в селищі Наксія (Марко-Гаюсова) Ново-Петрівської волості Тираспольського повіту Херсонської губернії, було 25 дворів, у яких мешкало 188 людей (102 чоловіка і 86 жінок); при селищі Кардамичівка. В населеному пункті був винний склад.
На 1 січня 1906 року в селищі Наксія (Марко-Гаюсова) Ново-Петрівської волості Тираспольського повіту Херсонської губернії, яке розташоване праворуч Кучургану, були десятинники при економії С. І. Гаіоса; проживали малороси; існували колодязі та став; 35 дворів, в яких мешкало 235 людей (125 чоловіків і 110 жінок). 
У 1916 році в селищі Наксія (Марко-Гаюсова) Новопетрівської волості Тираспольського повіту Херсонської губернії, мешкало 185 людей (69 чоловік і 116 жінок).
Станом на 28 серпня 1920 р. в селищі Наксія (Марко-Гаюсова) Ново-Петрівської (Савицької) волості Тираспольського повіту Одеської губернії, було 53 домогосподарства. Для 53 домогосподарів рідною мовою була українська. В селищі 239 людей наявного населення (100 чоловіків і 139 жінок). Родина домогосподаря: 92 чоловіка та 116 жінок (родичів: 5 і 15; найманих робітників: 3 і 8 відповідно). Тимчасово відсутні — 5 чоловіків (солдати Червоної Армії).

## Населення
Згідно з переписом УРСР 1989 року чисельність наявного населення села становила 262 особи, з яких 117 чоловіків та 145 жінок.
За переписом населення України 2001 року в селі мешкали 304 особи.

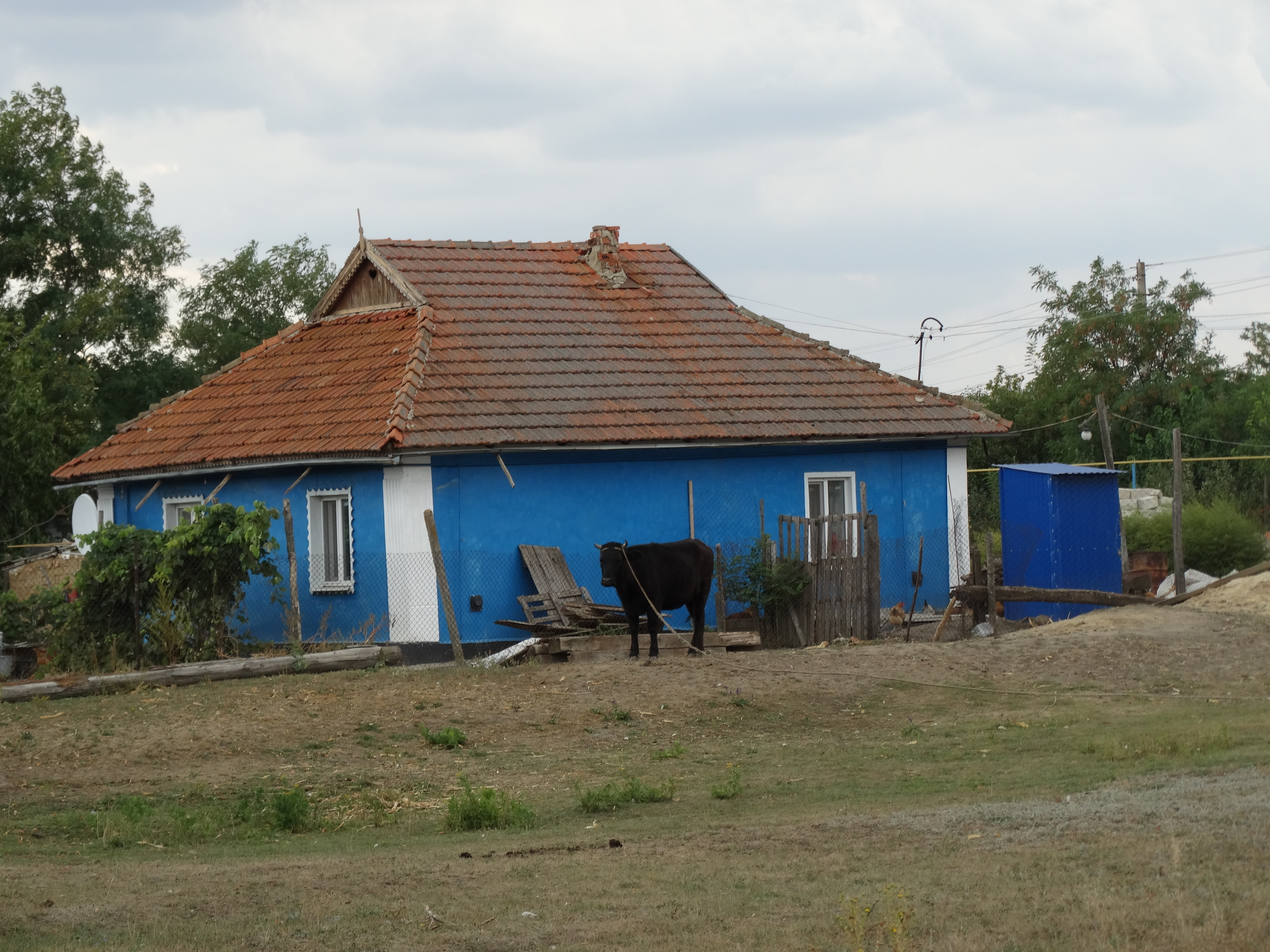
Хата в центрі села

### Мова
Розподіл населення за рідною мовою за даними перепису 2001 року:
| Мова       | Відсоток |
| ---------- | -------- |
| українська | 94,41 %  |
| російська  | 4,28 %   |
| молдовська | 1,32 %   |

## Відомі люди
- Добровольський Ігор Іванович (1967) — футболіст